# Courbouzon (Jura)
Courbouzon ist eine französische Gemeinde im Département Jura in der Region Bourgogne-Franche-Comté. Sie gehört zum Arrondissement Lons-le-Saunier und zum Kanton Lons-le-Saunier-2. Die Bewohner nennen sich Courbouzonais oder Courbouzonaise. Das Gemeindegebiet wird vom Flüsschen Sorne durchquert.
Die Nachbargemeinden sind:
- Montmorot im Nordwesten
- Lons-le-Saunier im Nordosten
- Macornay im Osten
- Gevingey im Süden
- Messia-sur-Sorne im Westen

## Geschichte
Als sich Frankreich im Zweiten Weltkrieg unter deutscher Besatzung befand, gründete der 1909 in Paris geborene kommunistische Büroangestellte Louis Vautrin zusammen mit seinem Parteikameraden Marc Maire im November 1942 die lokale Widerstandsgruppe der Résistance. Ab Juni 1943 leitete Vautrin eine Gruppe der Francs-tireurs et partisans (FTP) für Sabotageaktionen am Bahnnetz in der Ain.

## Wirtschaft
Die Rebflächen in Courbouzon sind Teil des Weinbaugebietes Côtes du Jura.

## Bevölkerungsentwicklung

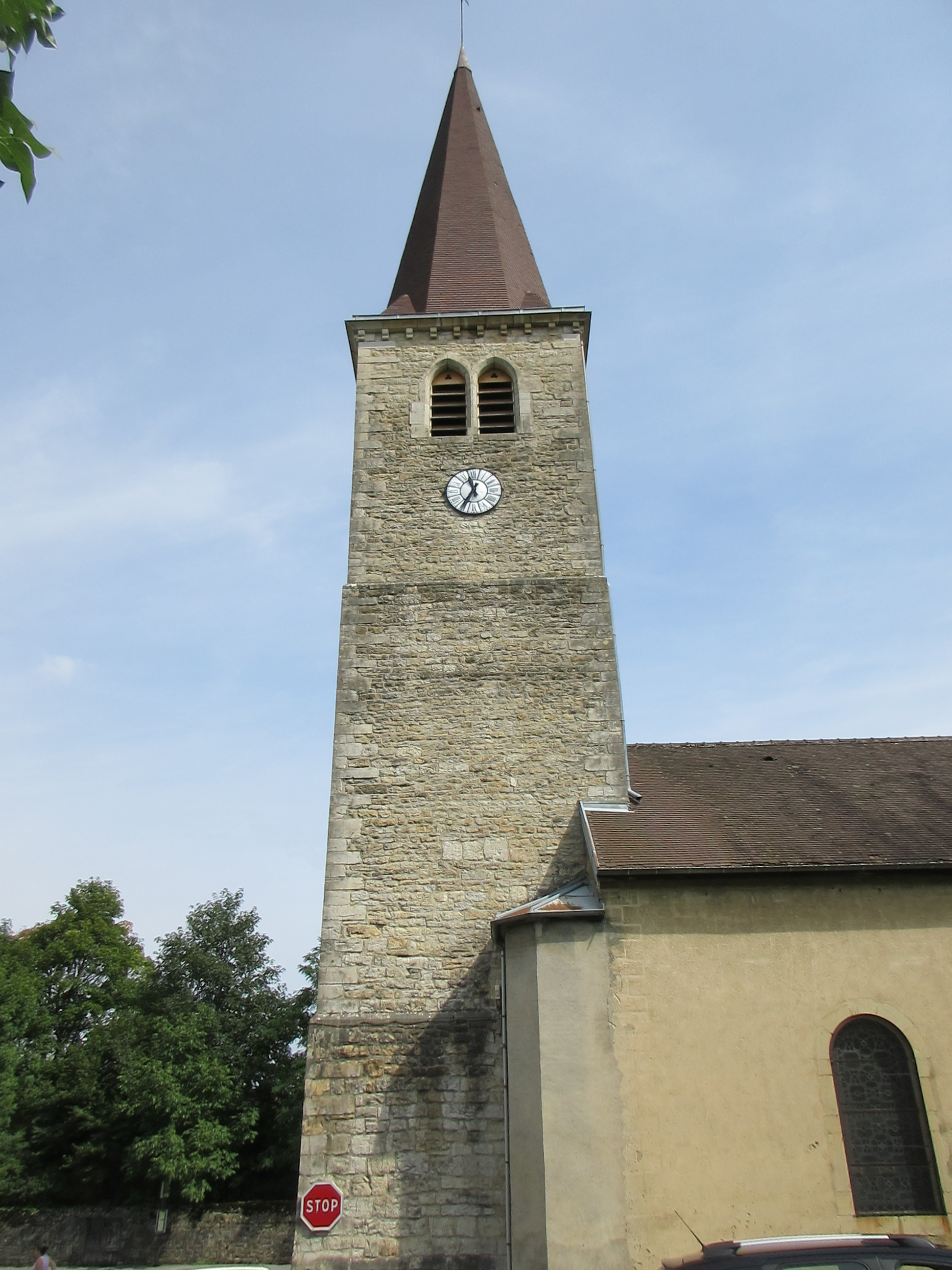
Kirche Saint-Roch

| Jahr                       | 1962 | 1968 | 1975 | 1982 | 1990 | 1999 | 2008 | 2017 |
| -------------------------- | ---- | ---- | ---- | ---- | ---- | ---- | ---- | ---- |
| Einwohner                  | 443  | 526  | 547  | 578  | 528  | 566  | 594  | 590  |
| Quellen: Cassini und INSEE |      |      |      |      |      |      |      |      |